# Leptychaster kerguelenensis
Leptychaster kerguelenensis is een kamster uit de familie Astropectinidae.
De wetenschappelijke naam van de soort werd in 1876 gepubliceerd door E.A. Smith.